# Polystachya gabonensis
Polystachya gabonensis är en orkidéart som beskrevs av Victor Samuel Summerhayes. Polystachya gabonensis ingår i släktet Polystachya och familjen orkidéer.
Artens utbredningsområde är Gabon. Inga underarter finns listade i Catalogue of Life.